# Nynomic
Die Nynomic AG ist ein an der Deutschen Börse gelistetes Unternehmen mit Sitz in Wedel bei Hamburg, Deutschland. 1995 als m-u-t GmbH gegründet und 2018 in Nynomic AG umfirmiert, hält und verwaltet die Gesellschaft derzeit 14 Unternehmen. Neben der Geschäftszentrale in Wedel betreibt Nynomic 16 weitere Standorte in Europa, den USA und der Volksrepublik China. Nynomic ist im privatrechtlichen Börsensegment Scale der Börse Frankfurt gelistet. 2023 wurde Nynomic in den HASPAX aufgenommen, in dem börsennotierte Unternehmen aus der Metropolregion Hamburg abbildet werden.

## Produkt- und Geschäftsbereiche
Die Unternehmen von Nynomic sind auf dem Gebiet der permanenten, berührungslosen und zerstörungsfreien optischen Messtechnik tätig. Nynomic fokussiert sich auf die drei Geschäftsbereiche Life Science (Anwendungen in der Medizintechnik), Green Tech (Anwendungen in Landwirtschaft und Umwelttechnik) sowie Clean Tech (Anwendungen im gesamten Industriesektor).

## Beteiligungen
| Unternehmen                                   | Anteile | Bemerkung |
| m-u-t GmbH                                    | 100 %   | m-u-t entwickelt und produziert Photonik-Lösungen für Spektroskopie, Sensorik, Laborautomation und Medizintechnik.                                                                         |
| tec5 AG                                       | 100 %   | tec5 entwickelt und produziert Anwendungen und Produkte für die industrielle optische Spektroskopie und Photometrie.                                                                       |
| LemnaTec GmbH                                 | 100 %   | LemnaTec entwickelt Hardware- und Softwaresysteme im Bereich der digitalen Pflanzenphänotypisierung und des Hochdurchsatz-Screenings.                                                      |
| Avantes Holding B.V.                          | 100 %   | Avantes entwickelt und produziert faseroptisch gekoppelte Miniatur-Spektrometer. |
| APOS GmbH                                     | 100 %   | APOS entwickelt und produziert Messsystem-Lösungen für die Holzindustrie. |
| LayTec AG                                     | 100 %   | LayTec entwickelt und produziert prozessintegrierte optische Messtechnik für Dünnschichtprozesse in Industrie und Forschung.                                                               |
| Spectral Engines GmbH                         | 100 %   | Spectral Engines entwickelt MEMS-basierte Spektralsensoren und darauf aufbauende Cloud-basierte KI-Lösungen, deren Materialerkennungstechnologie die Beschaffenheit von Materialien misst. |
| LemnaTec GmbH                                 | 100 %   | LemnaTec entwickelt und produziert Hardware- und Softwaresysteme im Bereich der digitalen Pflanzenphänotypisierung und des Hochdurchsatz-Screenings.                                       |
| Sensortherm GmbH                              | 100 %   | Sensortherm entwickelt und produziert Infrarotmesstechnik für industrielle Anwendungen. |
| Image Engineering GmbH & Co. KG               | 51 %    | Image Engineering entwickelt und produziert Test- und Kalibrierequipment für Kameras und Multisensorsysteme.                                                                               |
| MGG Micro-Glühlampen-Gesellschaft Menzel GmbH | 100 %   | MGG entwickelt und produziert Miniatur- und Präzisionslichtquellen. |
| NLIR ApS                                      | 31 %    | NLIR entwickelt und produziert hochempfindliche, sehr schnelle Mittel-Infrarot (MIR)-Messsysteme auf Basis einer Upconversion-Technologie.                                                 |
| Photecture Inc.                               | 100 %   | Photecture agiert als Vertriebsgesellschaft primär für den nordamerikanischen Markt. |
| art photonics GmbH                            | 100 %   | art photonics entwickelt und produziert Spezialfasern für die optische Messtechnik und zählt zu den Technologieführern in diesem Segment.                                                  |